# دریاچه بالیک
دریاچه بالیک (ترکی استانبولی: Balık Gölü,) یا ماسیان یک دریاچه در استان آغری کشور ترکیه است.